# Emil de Waal

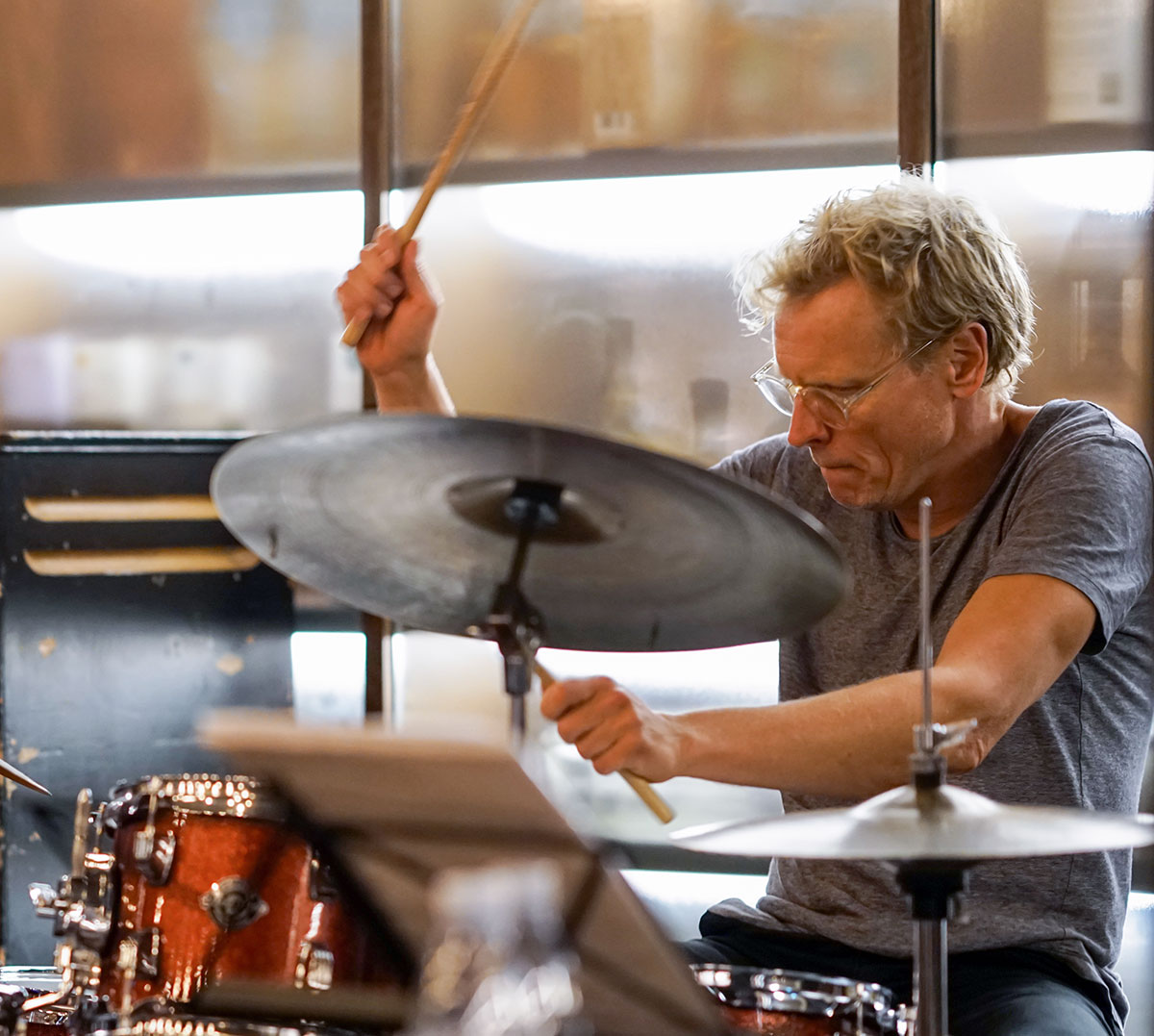
Aarhus, Dänemark 2007

Emil de Waal (* 6. Januar 1967 in Kopenhagen) ist ein dänischer Jazz- und Fusionmusiker (Schlagzeug, auch Gitarre, Komposition).

## Wirken
De Waal war bereits früh Mitgründer der Fusion-Band Bagdad Dagblad und in den 1990er- und 2000er-Jahren Teil zahlreicher Pop- und Jazzkonstellationen. 
So legte er im Jahr 2000 zusammen mit Jonas Johansen das Album Band Mrazem bei Stunt Records vor. 2005 folgte Emil De Waal +, 2008 Ombud. Dann arbeitete er im Trio mit Gustaf Ljunggren und Søren Kjærgaard und leitete sein Quartett Vente. Weiter veröffentlichte er Aufnahmen als Emil De Waal + Spejderrobot (zuletzt Brugt, 2023) und im Duo Gustaf Ljunggren & Emil de Waal (zuletzt Stockholm København, 2023). 2024 erschien sein in unterschiedlichen Konstellationen (etwa mit Fredrik Lundin und Susan Alcorn) entstandenes Duoalbum Fire Øjne. 
Mehrfach trat de Waal in NTS Radio in der Sendung Phambinho auf. Zudem ist er auf Alben von Bagdad Dagblad, Fredrik Lundin Overdrive, Kalaha, Maluba Orchestra und The Groovy Greasebags zu hören.
Für seine neugierige Auseinandersetzung mit dem Klang des Jazz und den vielfältigen Möglichkeiten des Swings erhielt er 2023 den Ben Webster Prize.